# Itziar Ituño

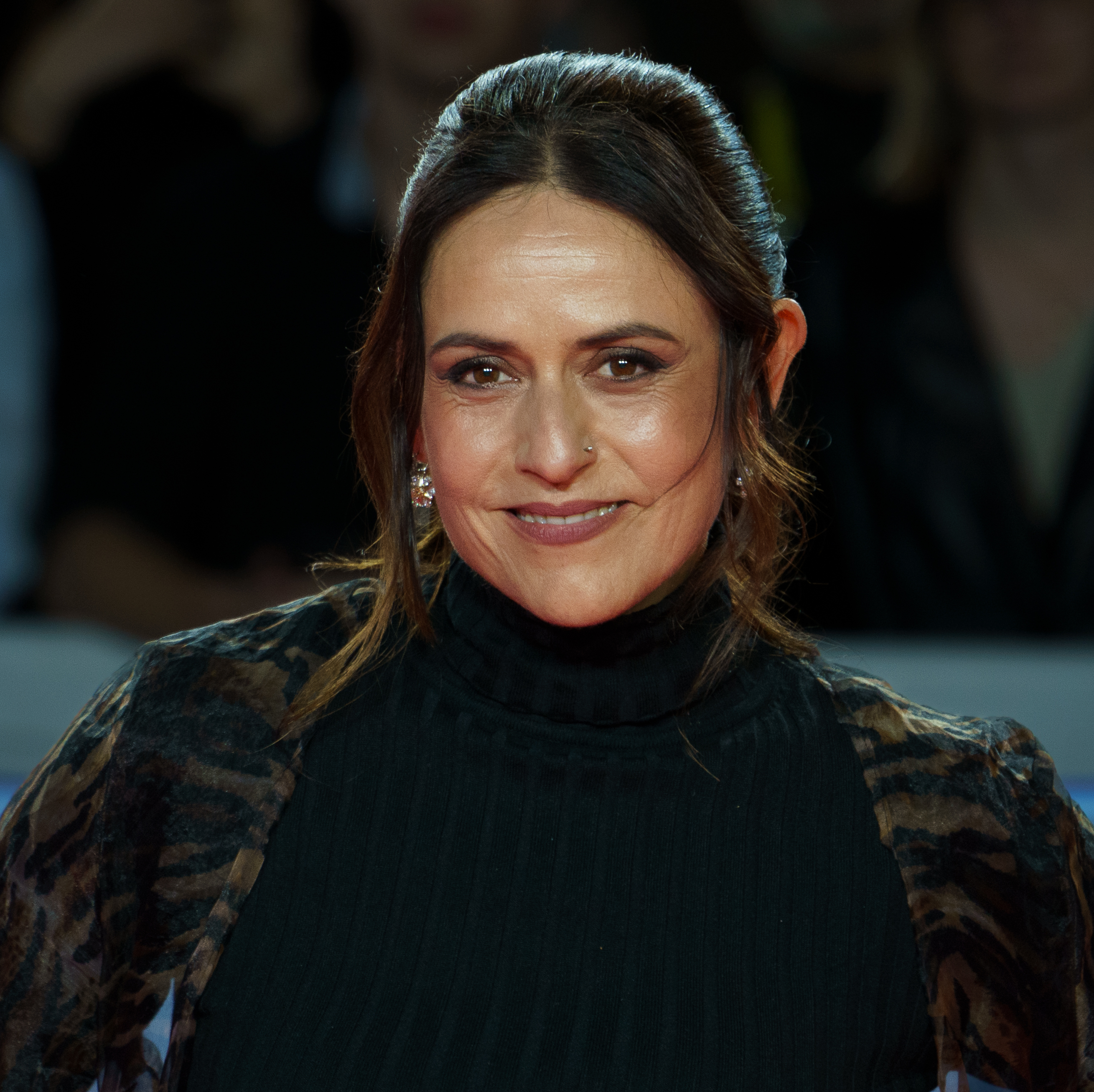
Itziar Ituño Martínez (2025)

Itziar Ituño Martínez (* 18. Juni 1974 in Basauri) ist eine spanische Schauspielerin, bekannt durch ihre Rolle der Inspektorin Raquel Murillo in der spanischen Fernsehserie Haus des Geldes.

## Leben
Itziar Ituño Martínez studierte an der Schauspielschule ihrer Heimatstadt Theater und Soziologie. Ihre Muttersprache ist Spanisch, sie spricht die Baskische Sprache, was ihr ermöglichte, in Fernsehserien des baskischen öffentlichen Kanals aufzutreten.
Ihre erste Rolle im baskischen Fernsehen spielte sie im Film Agur Olentzero, agur (Goodbye Olentzero, Goodbye), der 1997 erschien.
Im Jahre 2008 bekam sie eine Rolle in der baskischen Seifenoper Goenkale. In der Serie spielte sie Nekane Beitia, eine lesbische Polizistin, aus dem fiktiven Dorf Arralde. Die Rolle spielte Martínez bis zum Ende der Serie im Jahr 2015. Diese verhalf ihr zu größerer Bekanntheit im Baskenland.
Martínez ging weiter dem Schauspiel nach, unter anderem in den Filmen Loreak und Igelak, veröffentlicht in den Jahren 2015 und 2016. 2017 verließ sie das Baskenland, um in der Fernsehserie Haus des Geldes die Rolle der Inspektorin Raquel Murillo zu spielen. In der 2022 erschienen Netflixserie Rein privat, spielte sie die Hauptfigur Malen Zubiri.
Zusätzlich zu ihren schauspielerischen Engagements ist Martínez auch Sängerin der drei Bands Dangiliske, EZ3 und INGOT.

## Filmografie (Auswahl)

### Fernsehen
- 1997: Agur Olentzero, agur
- 2000: Ander eta konpainia
- 2000–2001: Teilatupean
- 2002: Platos sucios
- 2002: Kilker Dema
- 2001–2015: Goenkale
- 2016: Cuéntame cómo pasó
- 2017: Pulsaciones
- 2017–2021: Haus des Geldes (La casa de papel)
- 2020: Alardea
- 2022: Rein privat (Intimidad)
- 2023: Berlín
- 2024: Detective Touré

### Film
- 2001: Agujeros en el cielo
- 2003: El final de la noche
- 2005: Arkadia
- 2010: El cazador de dragones
- 2010: Izarren Argia
- 2014: Loreak
- 2014: Lasa y Zabala
- 2015: An Autumn Without Berlin (Un otoño sin Berlín)
- 2016: Igelak
- 2017: Errementari
- 2017: Morir
- 2020: Die Stille des Todes (El silencio de la ciudad blanca)
- 2020: Nora
- 2020: Hil-Kanpaiak
- 2020: Ilargi Guztiak
- 2021: Grev
- 2022: El vasco
- 2022: Irati – Age of Gods and Monsters (Irati)
- 2023: 3 Frauen 1 Streik
- 2023: Las buenas compañías
- 2025: Faisaien Irla
- 2025: Pensamiento Lateral